# Rio Araranguá
O rio Araranguá é um curso d'água do sul do estado de Santa Catarina.

## Descrição

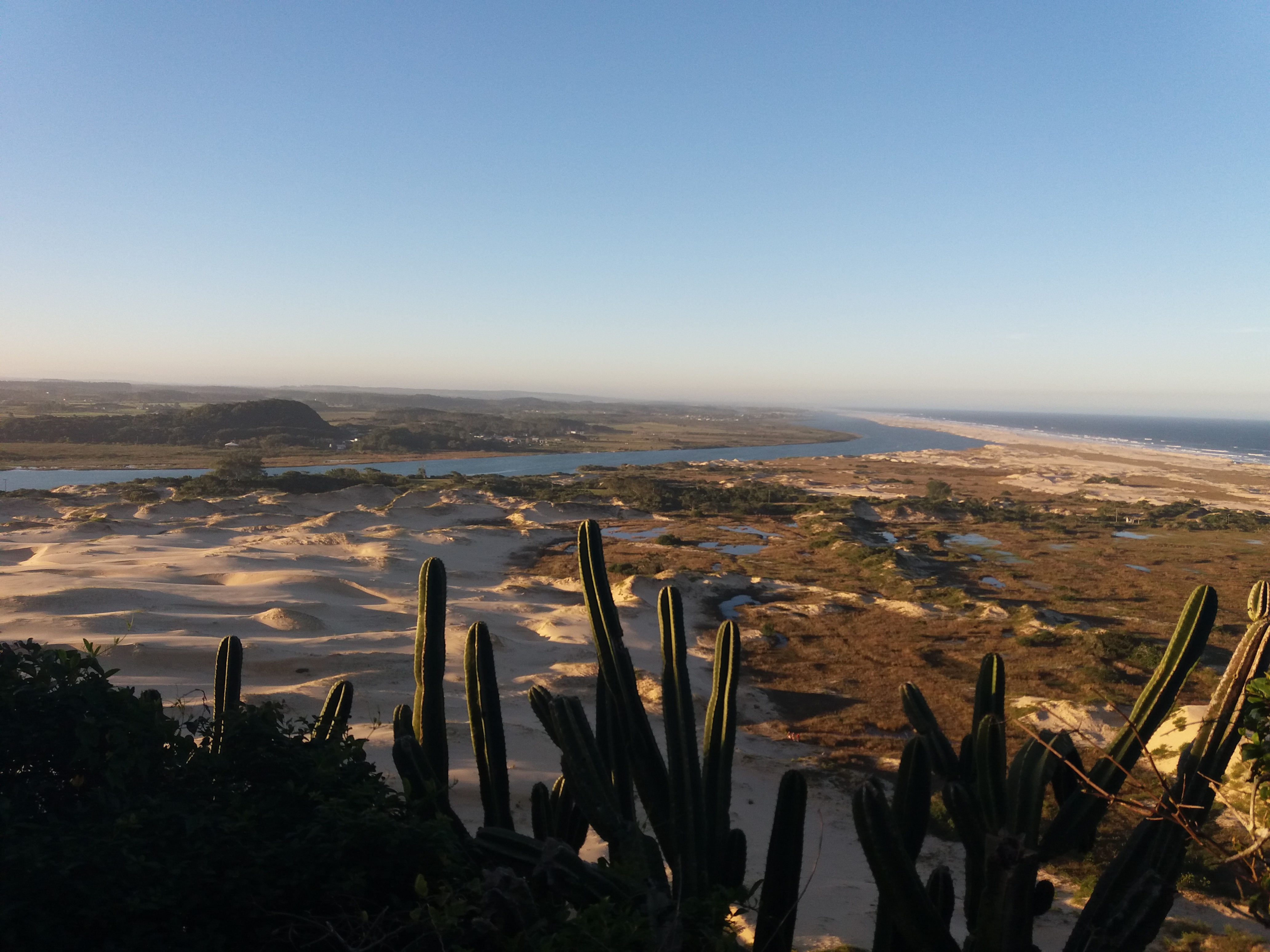
Foz e dunas do rio Ararangua

Oficialmente o rio nasce a partir da junção entre o rio Mãe Luzia e rio Itoupava, já no município de Araranguá. Ainda não se tem conhecimento preciso da nascente da bacia hidrográfica do rio Araranguá que poder estar nas nascentes dos seus principais formadores. O rio rio Itoupava é formado a partir da junção de dois rios. Os rios da Pedra e Pinheirinho entre os municípios de Turvo, Ermo e Jacinto Machado. A principal nascente do rio Itoupava é o rio da Pedra, que seria então uma das nascentes do rio Araranguá. A outra possível nascente da bacia pode ser a do rio Mãe Luzia que nasce na serra Geral. A extensão do rio Araranguá é variável porque a sua foz não se fixa. Esta dança ocorre em um trecho aproximado de quase 10 km. Atualmente a extensão é de aproximadamente 38 Km de extensão.
Sendo assim, o rio Araranguá nasce com o nome de rio da Pedra no Parque Nacional da Serra Geral no estado do Rio Grande do Sul. Nasce nos campos acima da serra, mas em vez de correr para o interior, como a maioria dos rios que nascem nesse local, ele corre em direção ao mar. Ele percorre cerca de 5Km e despenca na cachoeira do Tigre Preto no cânion Fortaleza, um dos maiores cânions no Brasil. Um pouco antes da cachoeira o rio Araranguá entra no estado de Santa Catarina. Após a cachoeira e de percorrer mais de 8 Km de canion o rio passa de uma altitude de mais de 1000m para 250m.
O rio segue em direção à cidade de Jacinto Machado recebendo outros afluentes que desceram os cânions da serra Geral, como o rio Pai José e rio Engenho Velho. Nessa região, o rio alcança a planície e as plantações de arroz são muito comuns, o que faz com que o rio perca o seu volume de água, as margens ficam comprometidas e a água poluída.
Com 45 km de curso, o rio recebe as águas do rio Pinheirinho, e passa a se chamar rio Itoupava, fazendo a divisa dos municipios de Turvo e Ermo. Um pouco mais adiante, recebe as águas de um importante afluente, o rio Amola-Faca, que possiu grande volume de água e ajuda a recuperar o volume perdido para as plantações de arroz. Como também pode ter a sua nascente do Mãe Luzia. Existe uma proposta do Comitê de Gerenciamento da Bacia Hidrográfica do Rio Araranguá para definir com precisão a nascente entre o formador do lado sul ou do do lado norte.
Fazendo o limite de município entre Araranguá e Meleiro, o rio Araranguá finalmente passa a ser chamado de Araranguá ao receber as águas do rio Mãe Luzia e entra no município de Araranguá. O rio fica muito poluído na região pois o rio Mãe Luzia apresenta um nível de poluição alarmante, principalmente em decorrência da exploração de carvão mineral.
Para se ter uma ideia do perigo, após a foz do rio Mãe Luzia está localizada uma área de 30 mil hectares de plantio de arroz, uma das atividades essenciais da região, com a produção média de 60 sacos por hectare. Ali está ocorrendo uma queda de produtividade da ordem de 45% em decorrência da utilização de águas ácidas no processo de irrigação. Em épocas de precipitação intensa, os ecossistemas aquáticos do Vale do Araranguá são influenciados pela atividade mineradora. Morrem grandes quantidades de peixes, afetando 5.000 famílias que têm sua subsistência alicerçada na pesca. [carece de fontes?]
Um pouco adiante, o rio entra na área urbana de Araranguá e recebe mais poluição.[carece de fontes?]
A bacia hidrográfica do rio Araranguá abrange os municípios de Morro Grande, Meleiro, Turvo, Timbé do Sul e parte dos municípios de Jacinto Machado e Araranguá. Os principais rios desta bacia, além do rio Araranguá, são: O rio Manoel Alvez, rio Amola Faca, rio Mãe Luzia, rio Turvo, rio Pinheirinho, entre outros.
O rio Araranguá atravessa o município de mesmo nome, sendo sua foz próxima ao Morro dos Conventos. Após a área urbana, o rio se torna caudaloso, com uma profundidade média de 10 m (a maior profundidade é de 18 metros (atrás da rodoviária) e percorre ainda quase 38 Km até a foz. Apesar da poluição, ainda é realizada pesca com tarrafas e antigamente com a ajuda dos botos, que cercam os cardumes.[carece de fontes?]
O rio Araranguá também é um dos únicos rios do Brasil a mudar sua coloração, de forma similar ao rio Nilo, ora esverdeado ou azulado. O tema foi provocado em um vestibular da UFSC na década de 80.

## Turismo
Dentre os lugares pelos quais passa o rio Araranguá, destacam-se o morro dos Conventos e a comunidade de Ilhas, ambos conhecidos principalmente pelas riquezas visuais que encantam os olhos. Na comunidade de Ilhas, já na chegada, pode-se deparar com a água cristalina que fascina turistas e pescadores. Logo depois, o rio desagua nas margens do mar. As pequenas dunas do local tornam a paisagem ainda mais admirável a turistas e moradores da região. Além desses motivos e da diversão de caminhar sobre as dunas da praia, é possível banhar-se nas águas do rio e do mar. [carece de fontes?]
O cânion Fortaleza, assim como todo o Parque Nacional da Serra Geral, são muito visitados.